# Ekkehard Wlaschiha
Ekkehard Wlaschiha (německá výslovnost: [ˈƐkəhaʁt ˈvlaʃɪhaː] ; 28. května 1938 Pirna, Německo – 20. února 2019 Bayreuth) byl německý operní baryton, který se specializoval na wagnerovské „padouchy“, jako jsou Alberich, Klingsor a Friedrich von Telramund. Vystupoval na Hudebních slavnostech v Bayreuthu či v Metropolitní opeře a zanechal po sobě celou řadu nahrávek.

## Pěvecká dráha
Wlaschiha se narodil v saské Pirně. Poté, co ho nepřijali ke studiu na Vysoké hudební škole v Drážďanech, studoval hudbu na Vysoké hudební škole ve Výmaru. Svou operní dráhu zahájil v Divadle Gera, následovalo Saské zemské divadlo v Drážďanech-Radebeulu, od roku 1966 Národní divadlo ve Výmaru a od roku 1970 Opera v Lipsku, kde se mimo jiné podílel na světové premiéře Griechische Hochzeit Roberta Hanella dne 31. května 1969 a na světové premiéře díla Fritze Geißlera Der Schatten v roce 1975. V roce 1982 se stal členem Berlínské státní opery. Mezi jeho hlavní role patřily Wagnerovy postavy: Telramund v Lohengrinovi, Amfortas a Klingsor v Parsifalovi, Kurwenal v Tristanovi a Isoldě, Hans Sachs v Mistrech pěvcích norimberských a titulní role v Bludném Holanďanovi. Účinkoval také jako Don Pizarro v Beethovenově Fideliovi, Kaspar ve Weberově Čarostřelci, Jochanaan v Salome od Richarda Strausse, Escamillo v Bizetově Carmen, Amonasro ve Verdiho Aidě či v titulní roli jeho Rigoletta. Byl pravidelným hostem Drážďanské státní opery.
Wlaschiha se poprvé objevil na Hudebních slavnostech v Bayreuthu v Bayreuthu v roce 1984 jako Alberich ve Wagnerově Soumraku bohů . Alberich se stal jeho charakteristickou rolí, v níž účinkoval v Bayreuthu až do roku 1998, tehdy pod vedením dirigenta Jamese Levinea. Objevil se tam také jako Kurwenal v Tristanovi a Isoldě v roce 1986 pod vedením Daniela Barenboima, jako Telramund v Lohengrinovi, jako Biterolf v Tannhäuserovi či jako Klingsor v Parsifalovi. Účinkoval také jako Kaspar ve Weberově Čarostřelci při znovuotevření Semperovy opery 13. února 1985 v režii Joachima Herze pod vedením Wolfa-Dietera Hauschilda. Hrál Jochanaana v Salome Richarda Strausse v Bavorské státní opeře v Mnichově v roce 1987, po boku Hildegardy Behrensové v titulní roli.
V roce 1988 debutoval jako Alberich v Royal Opera House v Londýně. Opět jako Alberich byl v roce 1989 zaznamenán při videopřenosu Prstenu Nibelungova z Metropolitní opery, což mu získalo mezinárodní věhlas. Zpíval pod Levineovým vedením po boku Jamese Morrise coby Wotana, Siegfrieda Jerusalema coby Siegfrieda a Behrensové coby Brünnhildy. V Metropolitní opeře účinkovál také v Salome, Parsifalovi a Fideliovi. Jako Telramund se objevil na DVD z bayreuthského festivalu pod taktovkou Petera Schneidera v kulisách a s kostýmy režiséra Wernera Herzoga. Z pódia odešel jako Pizarro v Beethovenově Fideliovi v Sempererově opeře v roce 1998.
Wlaschiha získal dvě ceny Grammy v letech 1990 a 1991, a to v obou případech za nahrávky Deutsche Grammophon z Metropolitní opery, v nichž zpíval roli Albericha. Jeho ztvárnění postavy bylo popsáno jako ne jen čistý padouch, ale jako osoba s vnitřními konflikty. Jeho hlas, který on sám popisoval jako „nějaký zoubek, nějaký kov“ („Meine Stimme hatte immer einen gewissen Biss, ein gewisses Metall.“), byl intenzivní, avšak se širokou škálou výrazu („eine breite Skala von Ausdrucksmöglichkeiten"). Byl připomínán jako pěvec se mocným hlasem a schopností předvést na jevišti mnohostranné osobnosti. Měl neobvyklou schopnost držet uvolněnou linii legata, i když zpíval hudbu s velkými výškovými skoky a náhlými změnami hlasitosti („štěky“) jako v případě Alberichovy role.
Wlaschiha také účinkoval na koncertech a v oratoriích. Na nahrávce Bachových Matoušových pašijí z roku 1984, které řídil Peter Schreier, jenž se také ujal role evangelisty, Wlaschiha ztvárnil roli Piláta.
Ekkehard Wlaschiha zemřel v Bayreuthu dne 20. února 2019.